# شعيرة حسية

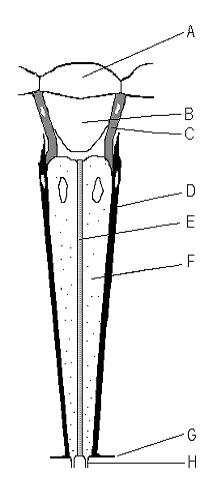
عيينة حشرة: A – قرنية, B – مخروط بلوري, C & D – خلايا صبغية, E – شعيرة حسية, F – مستقبلات ضوء, G – غشاء شبكية, H – عصب الرؤية.

شعيرة حسية  أو عمود حسي (بالإنجليزية: Rhabdom ) هو محور ناقل للضوء في عيينات الحشرات . تتكون العين المركبة للذبابة مثلا من عدة عشرات الآلاف من العيينات ، توجد في كل عيينة شعيرة حسية تنقل الضوء من القرنية إلى عصب الرؤية . توجد الأعين المركبة في مفصليات الأرجل التي ينتمي إليها الحشرات و الذبابة و الجمبري و العناكب و السرطان (حيوان) وغيرها.
وتتكون الشعيرة الحسية E من 5 إلى 9 من زغيبات خلايا الشبكية . وتوجد في الشعيرة الحسية عدد كبير من صبغات الرؤية مثل رودوبسين الذي يمتص طاقة شعاع الضوء. ويأتي الضوء إلى الشعيرة الحسية من عدسة القرنية A والخلايا البلورية التي تكوّن المخروط البلوري B ، فيصل الضوء إلى طرف الشعيرة الحسية مركزا (أنظر الشكل).

## اقرأ أيضا
- عين مركبة
- عيينة (عضو)
- مفصليات الأرجل